# L'Internationale
Pour les articles homonymes, voir Internationale.
L'Internationale est un chant révolutionnaire dont les paroles ont été écrites par Eugène Pottier en 1871 lors de la répression de la Commune de Paris, sous forme d'un poème à la gloire de l'Internationale ouvrière, et dont la musique fut composée par le Belge Pierre Degeyter à Lille en 1888. L'interprète principal de L'Internationale est sans aucun doute Henry Weber.
Traduite dans de très nombreuses langues, L'Internationale est le chant symbole des luttes sociales à travers le monde. Elle est chantée par les socialistes (au sens premier du terme), les anarchistes, les communistes, des syndicats anticapitalistes mais aussi certains membres des partis socialistes ou sociaux-démocrates ainsi que dans des manifestations populaires.
La version russe d'Arkadi Iakovlevitch Kots (en) a servi d'hymne national à la république socialiste fédérative soviétique de Russie, puis à l'Union des républiques socialistes soviétiques (URSS) de sa création en 1922 jusqu'en 1944.
Il existe un texte différent, écrit par Louise Michel et notamment chantée par les 4 barbus : l'internationale noire.

## Histoire

### Poème
À l'origine, il s'agit d'un poème à la gloire de l'Internationale ouvrière, écrit par le chansonnier, poète et goguettier Eugène Pottier, caché à Paris en juin 1871, en pleine répression de la Commune — sous laquelle il fut maire du 2e arrondissement,.
L'histoire de ce poème et de son auteur est liée à celle des goguettes. En 1883, Eugène Pottier présente une chanson au concours de la goguette de la Lice chansonnière et remporte la médaille d'argent. Il retrouve à cette occasion le chansonnier Gustave Nadaud qu'il a croisé en 1848 et à qui il avait alors fait une forte impression. Grâce à ces retrouvailles, une cinquantaine de chansons de Pottier sont publiées pour la première fois en 1884 et sauvées de l'oubli par Nadaud qui admire beaucoup son talent poétique tout en étant très loin de partager ses opinions politiques.
L'initiative de Nadaud incite les amis politiques de Pottier à publier en 1887 ses Chants révolutionnaires avec une préface d'Henri Rochefort. Au nombre de ceux-ci figure L'Internationale. Sans la Lice chansonnière et Nadaud, ce chant révolutionnaire célèbre et les autres œuvres de Pottier seraient aujourd'hui oubliées.
L'Internationale est dédiée à l'instituteur anarchiste Gustave Lefrançais.

### Musique
L'historien Robert Brécy indique :

« Sans doute Pottier, comme le font la plupart des poètes chansonniers, avait écrit ses paroles avec un timbre en tête (probablement La Marseillaise, qui a la même coupe), mais il ne l'a pas précisé. »

En 1888, un an après la première édition imprimée des paroles, la chorale lilloise du Parti ouvrier demande à un de ses membres, Pierre Degeyter, de composer une musique originale pour L'Internationale. Le 23 juillet 1888, pour la première fois, la chorale de la Lyre des Travailleurs, réunie dans l'estaminet La Liberté au 21 rue de la Vignette à Lille (partie disparue de cette rue englobée dans l'actuelle avenue du Président-Kennedy), dans le quartier populaire Saint-Sauveur, interprète le chant sur l'air nouveau de Degeyter. Sa partition est publiée en 1889.
En 1900, l'anarchiste italien Sante Ferrini, enfermé dans la forteresse de Narni, entend pour la première fois ce chant révolutionnaire : « Celui qui chantait, un détenu de Bielle, avait appris l’hymne de Pottier à Paris […] C’est donc en écoutant ce détenu que, dans ce château de la faim, d’où l’on ne devait sortir que morts ou, pire encore, tels des squelettes vivants, pour la première fois les prisonniers politiques entendirent l’Internationale. »

### Succès
À partir de 1904, L'Internationale, après avoir été utilisée pour le congrès d'Amsterdam de la IIe Internationale, devient l'hymne des travailleurs révolutionnaires qui veulent que le monde « change de base », le chant traditionnel le plus célèbre du mouvement ouvrier.
L'Internationale a été traduite dans de nombreuses langues. Traditionnellement, ceux qui la chantent lèvent le bras en fermant le poing. Elle est chantée par les socialistes (au sens premier du terme), les anarchistes, les communistes mais aussi certains membres des partis dits socialistes ou sociaux-démocrates et par des syndicats de gauche, ainsi que dans des manifestations populaires. Ce fut même l'hymne de ralliement de la révolte des étudiants et des travailleurs sur la place Tian'anmen en 1989.
L'Internationale fut l'hymne national de l'URSS (dans une version la plupart du temps expurgée du cinquième couplet) jusqu'en 1944. Elle est toujours l'hymne de la majorité des organisations anarchistes, marxistes ou communistes.
Plus tard, certains groupes anarchistes ont utilisé plus volontiers l'adaptation intitulée L'Internationale noire.
Dans de nombreux pays d'Europe, ce chant a été illégal durant des années du fait de son image communiste et anarchiste et des idées révolutionnaires dont il faisait l'apologie.
En août 1894, l'éditeur Armand Gosselin est condamné par la Cour d'assises à un an de prison ferme pour avoir publié le texte de L'Internationale, incriminé pour le cinquième couplet dit « des généraux ».
Le tribunal correctionnel de Mulhouse, investi par des policiers armés et casqués, juge le 24 mai 1973 le mensuel alsacien Klapperstei 68 poursuivi pour « provocation de militaires à la désobéissance, injures publiques envers l'armée et provocation à la désertion » par la publication d'un article antimilitariste titré de vers du cinquième couplet de L'Internationale.
En France, le Parti socialiste remplace L'Internationale par son propre hymne lors des fins de congrès à partir de celui de Valence en 1981 ; elle est réintroduite lors du congrès de Lille de 1987.

### Interprètes
L'Internationale a été interprétée, entre autres, par :
- Henri Weber est en 1902, semble-t-il, le tout premier à l’enregistrer, sur cylindre Pathé n° 907[16],[17] puis  entre 1905 et 1910 il le réenregistre pour les marques de disques Odéon (n" 33653, publié en 1906)[18]  Eden (n° E 5076) et Gramophone (n° 3-32755, enregistré en 1907).
- Paul Jauresse en 1905 sur cylindre Edison
- Ghasne vers 1910 sur disque double face Apga n° 2112-2113[19]
- Combes vers 1910 sur disque double face Apga n° 2122-2123[19]
- Alfred Maguenat, disque Pathé saphir n° 3010, enregistré en janvier 1913[20].
- Robert Couzinou, 1932 (Polydor 522224)
- Toscani, disque Pathé PA 490 enregistré le 15 janvier 1935.
- Louis Zucca vers 1936 (Idéal 13147)
- Chorale de Suresnes et les Chœurs Mozart vers 1936 (Voix des Nôtres n° 209-210)
- Armand Mestral, 1966
- Marc Ogeret, 1968[21], semble-t-il le premier à avoir enregistré les six couplets.
- Rosalie Dubois, 1978[22]
- Coco Briaval, 1979[23]
- René Binamé, 1992.
- Giovanni Mirabassi[24], pianiste de jazz italien, 2011
- French Revolution. Freedom and Fight
- L'internationale 2022, Michel Cloup, 2022, sur l'album "Backflip au-dessus du chaos"

### Filmographie
L'Internationale apparaît dans plusieurs films, entre autres :

#### Cinéma
- 1936 : La vie est à nous de Jean Renoir ;
- 1965 : Marcher ou mourir (Italiani, brava gente) de Giuseppe De Santis ;
- 1965 : L'Orient est rouge de Wang Ping, film musical chinois de propagande ;
- 1967 : La Chinoise de Jean-Luc Godard ;
- 1970 : Le Conformiste de Bernardo Bertolucci ;
- 1976 : Monsieur Klein de Joseph Losey, bande originale ;
- 1981 : Reds de Warren Beatty, sur la vie de John Reed, un journaliste et militant communiste ;
- 1995 : Land and Freedom de Ken Loach, , sur la guerre d'Espagne ;
- 1997 : Sept ans au Tibet de Jean-Jacques Annaud ;
- 1997 : Air Force One de Wolfgang Petersen ;
- 2007 : Sego et Sarko sont dans un bateau de Karl Zéro ;
- 2009 : L'Armée du crime de Robert Guédiguian ;
- 2011 : La guerre est déclarée de Valérie Donzelli ;
- 2017 : Kaeloo épisode Et si on jouait aux chaises musicales
- 2019 : Les Municipaux, trop c'est trop de Éric Carrière et Francis Ginibre.

#### Documentaire
- 2000: The Internationale de Peter Miller, moyen métrage oscarisé produit par Willow Pond Films[25],[26] ;

### Droits d'auteur
Le poème d'Eugène Pottier (mort en 1887) est entré dans le domaine public, a priori dans le monde entier.
En France, la musique (composée en 1888 par Pierre Degeyter, décédé en 1932) n'est entrée dans le domaine public que le 30 septembre 2017, après la durée légale de 70 ans suivant le décès de l'auteur et 14 années et 272 jours supplémentaires dus aux prorogations de guerre. En 2005, le producteur Les Films sauvages a notamment été mis en demeure par la SDRM (Société pour l’administration du droit de reproduction mécanique des auteurs compositeurs et éditeurs) de payer une somme de 1000 euros au titre du droit d’auteur, en raison d'une scène du film Insurrection/résurrection pendant laquelle l’acteur et réalisateur Pierre Merejkowsky sifflote L'Internationale pendant 7 secondes. Aux États-Unis et dans la plupart des pays, notamment de l'Union européenne, la musique de L'Internationale était déjà entrée dans le domaine public à cette date.

## Première version connue
Une version manuscrite du poème existe, plus ancienne que la version finale imprimée en 1887. Elle a été publiée en 1990 par Robert Brécy :
Couplet 1 :

Debout ! l'âme du prolétaire

Travailleurs, groupons-nous enfin.

Debout ! les damnés de la terre !

Debout ! les forçats de la faim !

Pour vaincre la misère et l'ombre

Foule esclave, debout ! debout !

C'est nous le droit, c'est nous le nombre :

Nous qui n'étions rien, soyons tout :

Refrain :

C’est la lutte finale

Groupons-nous et demain

L’Internationale

Sera le genre humain :

Couplet 2 :

Il n’est pas de sauveurs suprêmes :

Ni Dieu, ni César, ni Tribun.

Travailleurs, sauvons-nous nous-mêmes ;

Travaillons au salut commun.

Pour que les voleurs rendent gorge,

Pour tirer l’esprit du cachot,

Allumons notre grande forge !

Battons le fer quand il est chaud !

Refrain

Couplet 3 :

Les Rois nous saoulaient de fumées

Paix entre nous ! guerre aux Tyrans !

Appliquons la grève aux armées

Crosse en l’air ! et rompons les rangs !

Bandit, prince, exploiteur ou prêtre

Qui vit de l'homme est criminel ;

Notre ennemi, c'est notre maître :

Voilà le mot d'ordre éternel.

Refrain

Couplet 4 :

L'engrenage encor va nous tordre :

Le capital est triomphant ;

La mitrailleuse fait de l'ordre

En hachant la femme et l'enfant.

L'usure folle en ses colères

Sur nos cadavres calcinés

Soude à la grève des Salaires

La grève des assassinés.

Refrain

Couplet 5 :

Ouvriers, Paysans, nous sommes

Le grand parti des travailleurs.

La terre n’appartient qu’aux hommes.

L'oisif ira loger ailleurs.

C'est de nos chairs qu'ils se repaissent !

Si les corbeaux si les vautours

Un de ces matins disparaissent …

La Terre tournera toujours.

Refrain

Couplet 6 :

Qu'enfin le passé s'engloutisse !

Qu'un genre humain transfiguré

Sous le ciel clair de la Justice

Mûrisse avec l'épi doré !

Ne crains plus les nids de chenilles

Qui gâtaient l'arbre et ses produits

Travail, étends sur nos familles

Tes rameaux tout rouges de fruits !

Refrain

## Version finale
Couplet 1 :

Debout ! les damnés de la terre !

Debout ! les forçats de la faim !

La raison tonne en son cratère,

C’est l’éruption de la fin.

Du passé faisons table rase,

Foule esclave, debout ! debout !

Le monde va changer de base :

Nous ne sommes rien, soyons tout !

Refrain : (2 fois sur deux airs différents)

C’est la lutte finale

Groupons-nous, et demain,

L’Internationale,

Sera le genre humain.

Couplet 2 :

Il n’est pas de sauveurs suprêmes,

Ni Dieu, ni César, ni tribun,

Producteurs sauvons-nous nous-mêmes !

Décrétons le salut commun !

Pour que le voleur rende gorge,

Pour tirer l’esprit du cachot,

Soufflons nous-mêmes notre forge,

Battons le fer quand il est chaud !

Refrain

Couplet 3 :

L’État comprime et la loi triche,

L’impôt saigne le malheureux ;

Nul devoir ne s’impose au riche,

Le droit du pauvre est un mot creux.

C’est assez languir en tutelle,

L’égalité veut d’autres lois :

« Pas de droits sans devoirs, dit-elle,

Égaux, pas de devoirs sans droits ! »

Refrain

Couplet 4 :

Hideux dans leur apothéose,

Les rois de la mine et du rail,

Ont-ils jamais fait autre chose,

Que dévaliser le travail ?

Dans les coffres-forts de la bande,

Ce qu’il a créé s’est fondu.

En décrétant qu’on le lui rende,

Le peuple ne veut que son dû.

Refrain

Couplet 5 :

Les Rois nous saoûlaient de fumées,

Paix entre nous, guerre aux tyrans !

Appliquons la grève aux armées,

Crosse en l’air et rompons les rangs !

S’ils s’obstinent, ces cannibales,

À faire de nous des héros,

Ils sauront bientôt que nos balles

Sont pour nos propres généraux.

Refrain

Couplet 6 :

Ouvriers, Paysans, nous sommes

Le grand parti des travailleurs ;

La terre n’appartient qu’aux hommes,

L'oisif ira loger ailleurs.

Combien de nos chairs se repaissent !

Mais si les corbeaux, les vautours,

Un de ces matins disparaissent,

Le soleil brillera toujours !

Refrain

## Extrait musical
Transcription de la première publication de L'Internationale (1871).

## Chanson anti-communarde homonyme
La même année 1871, indépendamment de Pottier qui rédige sa première version de L'Internationale, le chansonnier, poète et goguettier Clairville écrit une chanson anti-communarde qui porte le même nom : L'Internationale. Il y exprime son hostilité envers l'Association internationale des travailleurs.
On y trouve notamment ce couplet :
Dans tous les bagnes acclamée,

Pour tenter son premier essai,

Elle a recruté son armée

À Cayenne, à Botany-Bay.

Oui, parcourant du monde

Toutes les régions,

De chaque bouge immonde

Sortent ses légions.